# フリードリヒ・ヴィルヘルム4世 (プロイセン王)
フリードリヒ・ヴィルヘルム4世（Friedrich Wilhelm IV, 1795年10月15日 - 1861年1月2日）は、プロイセン国王（在位：1840年6月7日 - 1861年1月2日）。三月革命以降の民主化運動に対して反動勢力の中心となり、欽定憲法を制定して上からの近代化を進めた。ある程度国民に歩み寄る姿勢は持っていたものの、中世的な王権に憧れて時代錯誤な君主観を示したため、玉座のロマン主義者と呼ばれた。また、容姿からひらめともあだ名された。

## 生涯

### 生い立ち
1795年10月15日、フリードリヒ・ヴィルヘルム3世とその王妃メクレンブルク＝シュトレーリッツ公女ルイーゼとの間に生まれた。彼は両親の模範的家庭で市民的に育てられたが、10代の半ばからしばらくの間はフランス革命に伴うナポレオンの侵攻によってケーニヒスベルクでの亡命生活を強いられた。
亡命時代は狂信的な神学者ヨーハン・フリードリヒ・デルブリュックから教育を受け、激昂しやすい反面特に女性に対しては臆病なほど控えめな性格が形成されている。
- 母ルイーゼと（1796年画）
- 14歳頃（1810年画）
- フリードリヒ・ヴィルヘルム3世一家（1806年画）

### 結婚

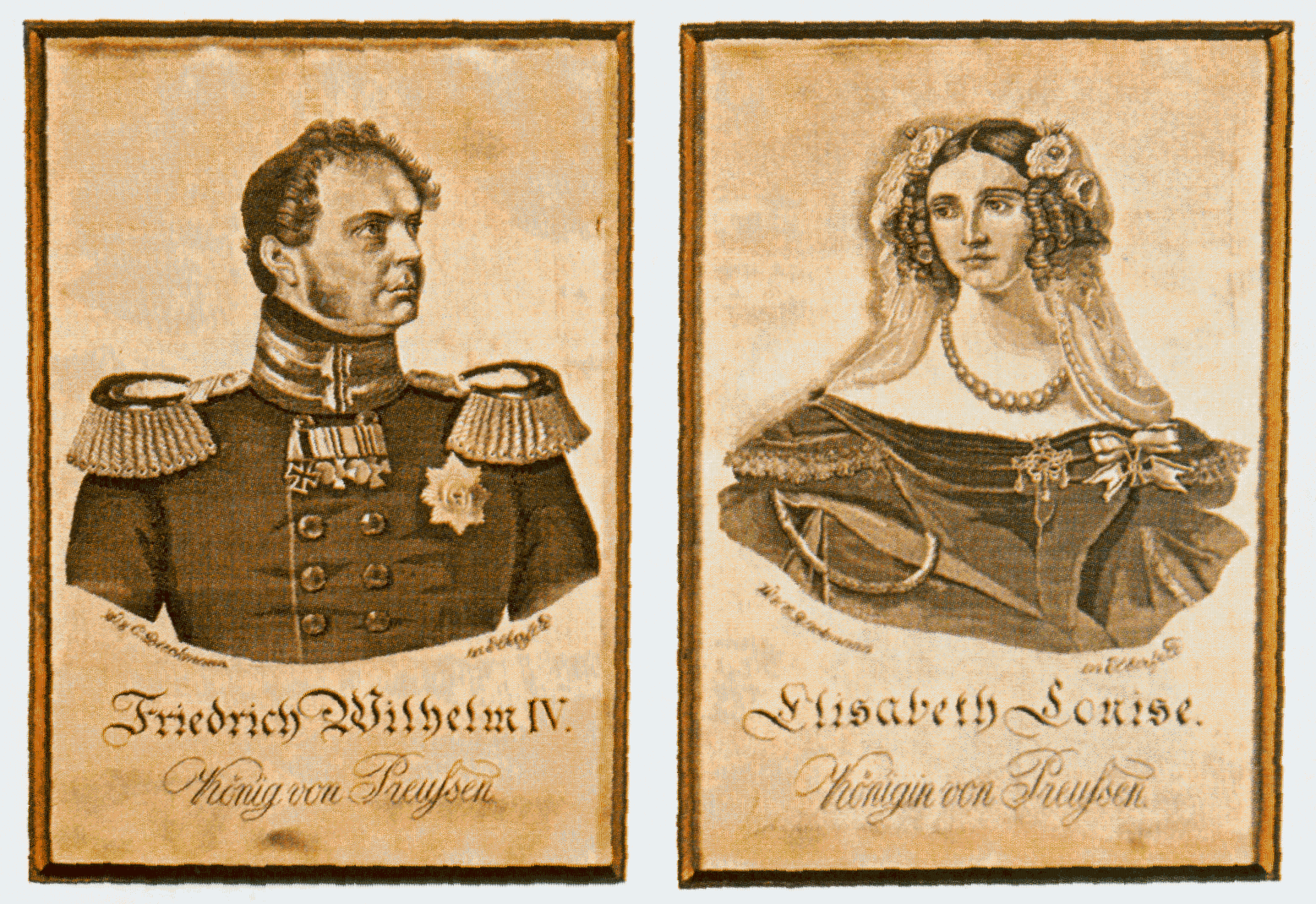
フリードリヒ・ヴィルヘルム4世と王妃エリーザベト・ルドヴィカ1847

1823年11月29日、バイエルン国王マクシミリアン1世の娘で再従妹（祖母同士が姉妹）のエリーザベト・ルドヴィカと結婚した。この婚姻はホーエンツォレルン家とヴィッテルスバッハ家の結びつきを強めることを意図していた。バイエルン王室の王女がプロイセン王室からの求婚を受け入れた上で、ベルリンに長旅をすることに皇太子は多大な配慮を示した。
政治的な面ではこの婚姻を理解していたにもかかわらず、プロイセン側もバイエルン側でも結婚に際して両王室の宗派の違いが障害になった。プロイセン国王がカトリック信仰の王妃を受け入れることは不可能なため、王妃の改宗が必要であった。しかし、婚姻を前にしてエリーザベト・ルドヴィカはカトリック信仰から福音主義信仰への改宗を拒んだ。この困難な状況において、プロイセン皇太子は信仰に関する王妃の毅然たる態度を尊重すると言明した。
その後、両者の外交的尽力によって妥協点を見出すことに落ち着いた。王妃エリーザベト・ルドヴィカは当分の間カトリック信仰を保ち続けるが、福音主義信仰の教説に関する講義を受けることが義務づけられた。その上、日常生活におけるカトリック信仰の実践も約束されていた。プロイセン宮廷での長い生活を経て、最終的にはホーエンツォレルン家の改革派信仰への改宗がエリーザベトの自由意志でおこなわれた。
フリードリヒ・ヴィルヘルム4世とエリーザベト・ルドヴィカの結婚生活は幸せであったと全ての者たちから証言されているが、子供は出来なかった。当時の医師クリストフ・ヴィルヘルム・フーフェラントによって、王位継承者であった皇太子時に勃起不全と診断されていたと言われている。

### 即位前の政治状況
父王フリードリヒ・ヴィルヘルム3世統治時代のプロイセン王国において、前近代的な国際秩序としてのウィーン体制に基づく政治が支配的になっていた。当時のドイツ全土において民族主義的統一運動のような市民的自由を希求する運動（ブルシェンシャフトなど）が検閲によって押さえ込まれていた。1836年だけで204人の蜂起学生たちが拘束され、学生数人には死刑判決も出された。
同様に、混宗婚をめぐってローマ・カトリック教会との果てしない対立がプロイセン王国において生じていた。1825年、混宗婚法がプロイセン全域に適用された。しかし、多くのローマ・カトリック教会司教がその法を無視したため、ケルン大司教他数人の高位聖職者が政府によって逮捕、拘束された。そのため、プロイセン王国における政府とローマ・カトリック教会との対立は激しさを増していた。

### 治世

#### 統治開始
1840年6月7日にフリードリヒ・ヴィルヘルム4世は国王に即位した。その即位は自由主義派と保守派を新たな国王への大きな期待で結びつけた。数千人の聴衆を前にして演説した最初のプロイセン国王であったので、フリードリヒ・ヴィルヘルム4世がその期待に沿っているように見えた。1840年9月10日のケーニヒスベルクと10月15日のベルリンでのプロイセン王国の立場表明に際して（彼の父王による憲法制定の約束を確認した）の発言であった。
彼は父王のおこなった復古的、抑圧的政治を終わらせた。同時にローマ・カトリック教会との対立も大きな譲歩をすることで解消させた。同様に、彼は古ルター派に向けた抑圧政策も終わらせた。その結果、逮捕されていた牧師は釈放され、古ルター派教会による独自教会組織結成も許され、教会堂の建設も認められた。ただし、古ルター派教会には教会塔の建設と鐘を鳴らすことを禁じる制約が課せられた。また前王の時代に逮捕されていたフリッツ・ロイターやフリードリヒ・ルートヴィヒ・ヤーンのような自由主義者たちに恩赦を与えた。さらに、エルンスト・アルント、ヘルマン・フォン・ボイエン、グリム兄弟たちを復職させた。 オーストリア帝国に対抗して、彼はドイツ連邦に向けてカールスバート決議を押し通すことを止めるように働きかけた。しかしながら、その後も検閲だけは続けられていた。
1840年から1857年までフリードリヒ・ヴィルヘルム4世はスイスのヌーシャテル （ノイエンブルク）侯でもあった。この称号は侯国の独立以後も維持された。

#### カトリックとの融和
1842年、ゴシック建築を代表するケルン大聖堂の建設再開を祝う式典に、フリードリヒ・ヴィルヘルム4世はプロイセン国王として臨御した。なお、国王は即位した1840年に、大聖堂を建設するための公法人であるケルン大聖堂中央建築協会の設立を許可していた。国王自身、未達成である「ドイツ統一」の重要なシンボルとして大聖堂建設再開祝祭を歓迎し、ケルン大司教と共に建築再開のための礎石を据えた。ケルン大聖堂の建設再開はケルン大司教だけの決定ではなく、福音主義信仰を持つプロイセン王による巨額の財政支援によって可能になったのである。したがって、このケルン大聖堂の建築再開はプロイセン王国の威信を高めるための国家的事業であった。19世紀のドイツにおいて中世世界を高く評価するロマン主義思想が盛んになっており、国王自身もこの思想に強い共感を持つに至っている。
国王が即位した翌年の1841年に、ヘーゲルの死後空席となったベルリン大学哲学教授にロマン派に近いシェリングを招聘し、ヘーゲル左派の急進的思想に対するいわば防壁にしようとした。1817年にプロイセン王国でルター派と改革派を合同したプロイセン福音主義教会が父王のフリードリヒ・ヴィルヘルム3世による命令で設立されていた。この合同教会には、フリードリヒ・ヴィルヘルム3世によって作成された礼拝式文が下賜された。その式文はニュルンベルクのルター派教会礼拝式に倣ったものであり、ローマ・カトリック教会のミサに準拠したものであった。ラテン語でおこなわれていた当時のローマ・カトリック教会のミサとは異なり、ドイツ語での礼拝式文（祝祭日にはラテン語式文も挿入することも容易だった）であったが、プロイセン領邦教会の礼拝は宗教改革以前のミサ様式に戻っていた。このような教会で宗教生活をした国王にとってローマ・カトリック教会は遠い存在ではなく、親近感すら持っていた。ゴシック様式ケルン大聖堂の建築再開も違和感のあるものでは無かった。
フリードリヒ・ヴィルヘルム4世は芸術、とりわけネオゴシック様式を愛好していた。彼はポツダムのサンスーシ庭園においてフリーデン（平和）教会の建設を提案した。この教会名称は「平和の君、われらの主イエス・キリストに奉げる」という意味で付けられた。教会は初期キリスト教的–ローマ・カトリック教会の建築様式を手本にして建設された。とりわけ、ローマにある聖クレメンテ教会と初期キリスト教会建築で有名なサンタ・マリア・イン・コスメディン教会を組み合わせて建築されている。この教会において皇太子は銅板銘版にローマのキリスト教会建築に奉げていることを銘記している。
さらに、コブレンツの南にあるシュトルツェンフェルス城とシュヴァーベン地方ヘヒンゲンにある一族の発祥地にあるホーエンツォレルン城をネオゴシック様式で再建した。
- ケルン大聖堂（1900年）
- ホーエンツォレルン城

#### 欽定憲法制定

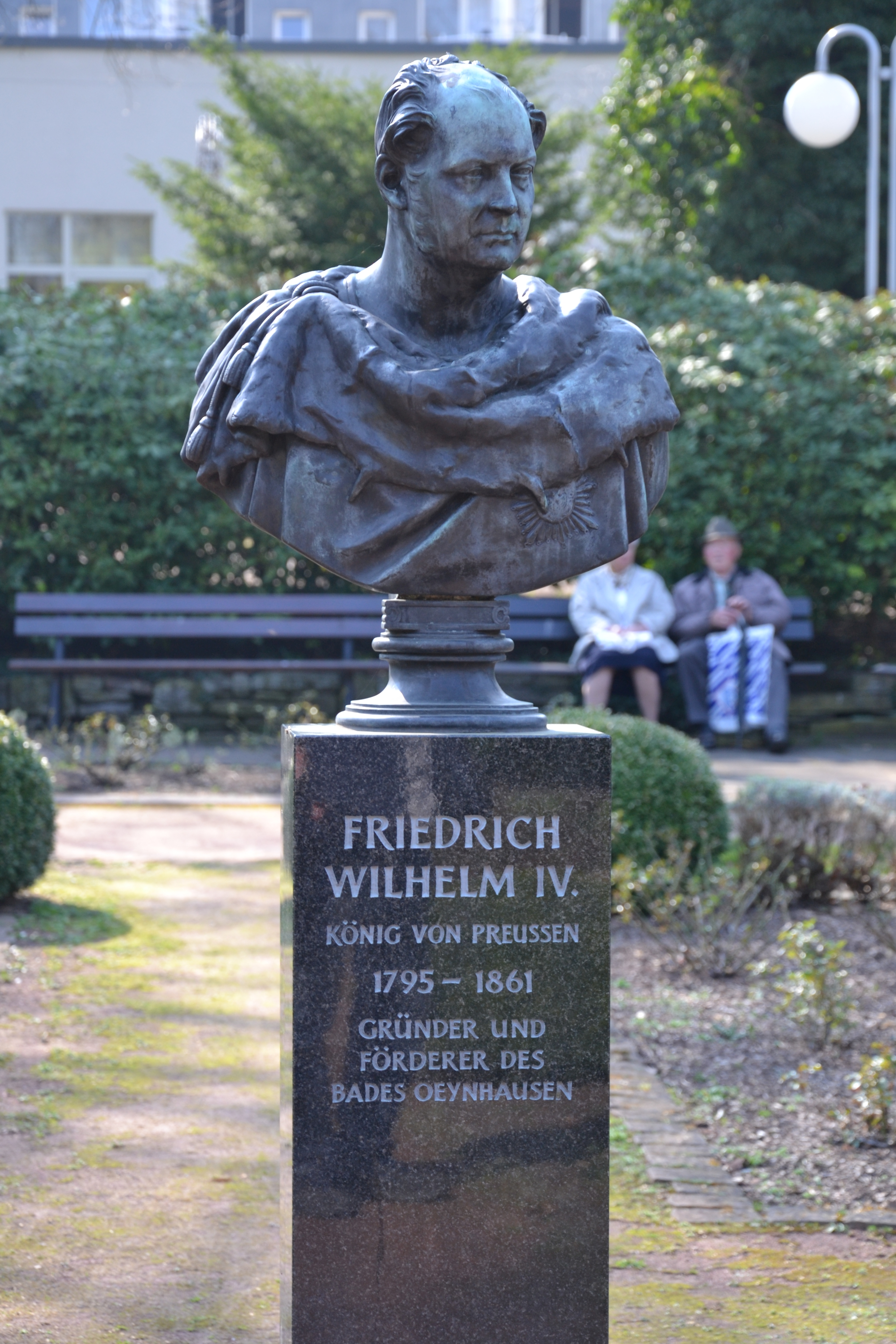
フリードリヒ･ウイルヘルム4世の胸像(バート・エーンハウゼン市）

父王フリードリヒ・ヴィルヘルム3世は断片的な単語と不定詞の組み合わせを吐き捨てるように発し、公式のスピーチを一度も行わなかったが、フリードリヒ・ヴィルヘルム4世は父王とは大きく違い、説教じみた格調高い即位演説で人々を驚かせ、その後もことあるごとに熱弁をふるった。また自由主義の理解者としてふるまい、革命的な詩人ゲオルク・ヘルヴェークと会ったときには「予は気骨ある反抗を愛しておる」などという言葉まで発している。
1847年に開かれた議会は、父王が約束していた憲法の制定を要求したがフリードリヒ・ヴィルヘルム4世はこれを拒絶した。しかしこれを機に翌1848年には三月革命が勃発し、ベルリンでは市民と軍隊が市街戦を展開することになる。事態を憂慮したフリードリヒ・ヴィルヘルム4世は、軍隊に市外への退去を命じて憲法の制定を約束し、国民議会が解散した後の1848年12月5日に欽定憲法（プロイセン憲法）を制定した。
この憲法は国民ではなく国王によって制定されたものであったが、臣民としての言論・集会の自由、司法の独立、三級選挙などが保障されており、1918年のドイツ革命によるヴィルヘルム2世退位まで効力を保った。（ヴァイマル憲法は1919年8月11日に公布された）1849年3月28日、フランクフルト国民議会はフリードリヒ・ヴィルヘルム4世に「ドイツ皇帝」の称号を贈ろうとしたが、国王は帝位を民衆ではなく諸侯の協議によって決められるものと考えて戴冠を拒否した。1848年の革命鎮圧に功あって「榴弾王子」とあだ名された王弟ヴィルヘルムも同様に反動的で、このころバーデン大公国の民主化運動に介入して、多くの自由主義者を即決軍法会議で処刑している。

### 晩年
晩年のフリードリヒ・ヴィルヘルム4世は、小ドイツ主義に徹してドイツ連邦の形成を目指したが、オーストリア帝国とロシア帝国の干渉にあって不成功に終わった。王は1857年以降、何度か脳卒中に倒れて言語に障害が生じ、加えて脳の損傷により精神障害をきたしたため、エリーザベト王妃の判断によって王弟ヴィルヘルムが政務を代行するようになった。
フリードリヒ・ヴィルヘルム4世は1861年1月2日、ベルリンで崩御し、王弟ヴィルヘルム1世が後を継いだ。

## 系譜
| フリードリヒ・ヴィルヘルム4世 | 父: フリードリヒ・ヴィルヘルム3世 (プロイセン王) | 祖父: フリードリヒ・ヴィルヘルム2世 (プロイセン王)        | 曽祖父: プロイセン王子アウグスト・ヴィルヘルム[1]                       |
| フリードリヒ・ヴィルヘルム4世 | 父: フリードリヒ・ヴィルヘルム3世 (プロイセン王) | 祖父: フリードリヒ・ヴィルヘルム2世 (プロイセン王)        | 曽祖母: ブラウンシュヴァイク＝ヴォルフェンビュッテル公女ルイーゼ[2]     |
| フリードリヒ・ヴィルヘルム4世 | 父: フリードリヒ・ヴィルヘルム3世 (プロイセン王) | 祖母: フリーデリケ[4]                                     | 曽祖父: ルートヴィヒ9世 (ヘッセン＝ダルムシュタット方伯)                |
| フリードリヒ・ヴィルヘルム4世 | 父: フリードリヒ・ヴィルヘルム3世 (プロイセン王) | 祖母: フリーデリケ[4]                                     | 曽祖母: プファルツ＝ツヴァイブリュッケン公女ヘンリエッテ・カロリーネ[3] |
| フリードリヒ・ヴィルヘルム4世 | 母: ルイーゼ                                     | 祖父: カール2世 (メクレンブルク＝シュトレーリッツ大公)[5] | 曽祖父: メクレンブルク＝シュトレーリッツ公子カール                      |
| フリードリヒ・ヴィルヘルム4世 | 母: ルイーゼ                                     | 祖父: カール2世 (メクレンブルク＝シュトレーリッツ大公)[5] | 曽祖母: ザクセン＝ヒルトブルクハウゼン公女エリーザベト                  |
| フリードリヒ・ヴィルヘルム4世 | 母: ルイーゼ                                     | 祖母: フリーデリケ                                        | 曽祖父: ヘッセン＝ダルムシュタット侯子ゲオルク・ヴィルヘルム            |
| フリードリヒ・ヴィルヘルム4世 | 母: ルイーゼ                                     | 祖母: フリーデリケ                                        | 曽祖母: ハーナウ＝リヒテンベルク伯女シャルロッテ                        |

1. フリードリヒ・ヴィルヘルム1世とイギリス王ジョージ1世の王女ゾフィー・ドロテアの第11子、第5王子。フリードリヒ2世の弟。
2. 兄にアントン・ウルリヒ（アンナ・レオポルドヴナの夫、ロシア皇帝イヴァン6世の父）、姉にエリーザベト・クリスティーネ（プロイセン王フリードリヒ2世妃）がいる。また妹にユリアーネ・マリー（デンマーク・ノルウェー王フレデリク5世妃）がいる。
3. 甥（弟の子）にバイエルン国王マクシミリアン1世がいる。
4. 妹にヴィルヘルミーネはロシア大公パーヴェル（後のロシア皇帝パーヴェル1世）妃。
5. 妹にシャルロッテ（英：シャーロット）はイギリス国王ジョージ3世妃。

## 系図
| フリードリヒ1世               |                 |                 |                 |                 |                 |  |  |                               |                               |                               |                               |                               |                               |  |  |                 |                 |                 |                 |                 |                 |  |  |  |  |  |  |  |  |  |  |  |  |  |  |
|                               |                 |                 |                 |                 |                 |  |  |                               |                               |                               |                               |                               |                               |  |  |                 |                 |                 |                 |                 |                 |  |  |  |  |  |  |  |  |  |  |  |  |  |  |
| フリードリヒ・ヴィルヘルム1世 |                 |                 |                 |                 |                 |  |  |                               |                               |                               |                               |                               |                               |  |  |                 |                 |                 |                 |                 |                 |  |  |  |  |  |  |  |  |  |  |  |  |  |  |
|                               |                 |                 |                 |                 |                 |  |  |                               |                               |                               |                               |                               |                               |  |  |                 |                 |                 |                 |                 |                 |  |  |  |  |  |  |  |  |  |  |  |  |  |  |
|                               |                 |                 |                 |                 |                 |  |  |                               |                               |                               |                               |                               |                               |  |  |                 |                 |                 |                 |                 |                 |  |  |  |  |  |  |  |  |  |  |  |  |  |  |
| フリードリヒ2世               | フリードリヒ2世 | フリードリヒ2世 | フリードリヒ2世 | フリードリヒ2世 | フリードリヒ2世 |  |  | アウグスト・ヴィルヘルム      | アウグスト・ヴィルヘルム      | アウグスト・ヴィルヘルム      | アウグスト・ヴィルヘルム      | アウグスト・ヴィルヘルム      | アウグスト・ヴィルヘルム      |  |  |                 |                 |                 |                 |                 |                 |  |  |  |  |  |  |  |  |  |  |  |  |  |  |
| フリードリヒ2世               | フリードリヒ2世 | フリードリヒ2世 | フリードリヒ2世 | フリードリヒ2世 | フリードリヒ2世 |  |  | アウグスト・ヴィルヘルム      | アウグスト・ヴィルヘルム      | アウグスト・ヴィルヘルム      | アウグスト・ヴィルヘルム      | アウグスト・ヴィルヘルム      | アウグスト・ヴィルヘルム      |  |  |                 |                 |                 |                 |                 |                 |  |  |  |  |  |  |  |  |  |  |  |  |  |  |
|                               |                 |                 |                 |                 |                 |  |  | フリードリヒ・ヴィルヘルム2世 |                               |                               |                               |                               |                               |  |  |                 |                 |                 |                 |                 |                 |  |  |  |  |  |  |  |  |  |  |  |  |  |  |
|                               |                 |                 |                 |                 |                 |  |  |                               |                               |                               |                               |                               |                               |  |  |                 |                 |                 |                 |                 |                 |  |  |  |  |  |  |  |  |  |  |  |  |  |  |
|                               |                 |                 |                 |                 |                 |  |  | フリードリヒ・ヴィルヘルム3世 |                               |                               |                               |                               |                               |  |  |                 |                 |                 |                 |                 |                 |  |  |  |  |  |  |  |  |  |  |  |  |  |  |
|                               |                 |                 |                 |                 |                 |  |  |                               |                               |                               |                               |                               |                               |  |  |                 |                 |                 |                 |                 |                 |  |  |  |  |  |  |  |  |  |  |  |  |  |  |
|                               |                 |                 |                 |                 |                 |  |  |                               |                               |                               |                               |                               |                               |  |  |                 |                 |                 |                 |                 |                 |  |  |  |  |  |  |  |  |  |  |  |  |  |  |
|                               |                 |                 |                 |                 |                 |  |  | フリードリヒ・ヴィルヘルム4世 | フリードリヒ・ヴィルヘルム4世 | フリードリヒ・ヴィルヘルム4世 | フリードリヒ・ヴィルヘルム4世 | フリードリヒ・ヴィルヘルム4世 | フリードリヒ・ヴィルヘルム4世 |  |  | ヴィルヘルム1世 | ヴィルヘルム1世 | ヴィルヘルム1世 | ヴィルヘルム1世 | ヴィルヘルム1世 | ヴィルヘルム1世 |  |  |  |  |  |  |  |  |  |  |  |  |  |  |
|                               |                 |                 |                 |                 |                 |  |  | フリードリヒ・ヴィルヘルム4世 | フリードリヒ・ヴィルヘルム4世 | フリードリヒ・ヴィルヘルム4世 | フリードリヒ・ヴィルヘルム4世 | フリードリヒ・ヴィルヘルム4世 | フリードリヒ・ヴィルヘルム4世 |  |  | ヴィルヘルム1世 | ヴィルヘルム1世 | ヴィルヘルム1世 | ヴィルヘルム1世 | ヴィルヘルム1世 | ヴィルヘルム1世 |  |  |  |  |  |  |  |  |  |  |  |  |  |  |
|                               |                 |                 |                 |                 |                 |  |  |                               |                               |                               |                               |                               |                               |  |  | フリードリヒ3世 |                 |                 |                 |                 |                 |  |  |  |  |  |  |  |  |  |  |  |  |  |  |
|                               |                 |                 |                 |                 |                 |  |  |                               |                               |                               |                               |                               |                               |  |  |                 |                 |                 |                 |                 |                 |  |  |  |  |  |  |  |  |  |  |  |  |  |  |
|                               |                 |                 |                 |                 |                 |  |  |                               |                               |                               |                               |                               |                               |  |  | ヴィルヘルム2世 |                 |                 |                 |                 |                 |  |  |  |  |  |  |  |  |  |  |  |  |  |  |

1. 1701年 - 1772年：プロイセンの王（König in Preußen）
2. 1772年 - 1918年：プロイセン国王（König von Preußen）
3. 1871年 - 1918年：2.に兼ねてドイツ皇帝（Deutscher Kaiser）